# Piratisca minax
Piratisca minax är en fjärilsart som beskrevs av Edward Meyrick 1902. Piratisca minax ingår i släktet Piratisca och familjen nattflyn. Inga underarter finns listade i Catalogue of Life.